# Metaxymorpha sternalis
Metaxymorpha sternalis es una especie de escarabajo del género Metaxymorpha, familia Buprestidae. Fue descrita científicamente por Hoscheck en 1931.